# Эркслебен, Доротея

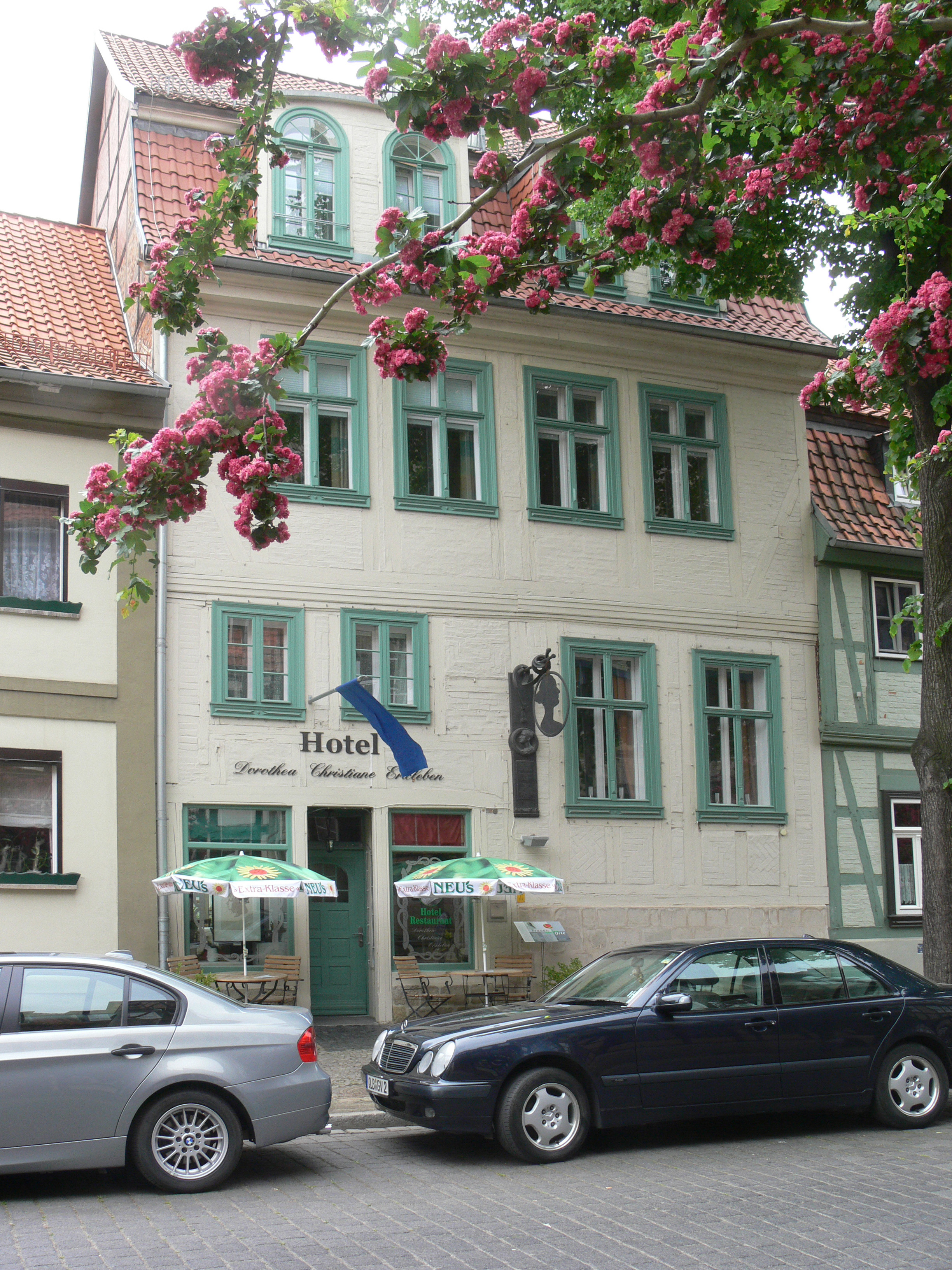
Дом, в котором родилась Доротея Эркслебен

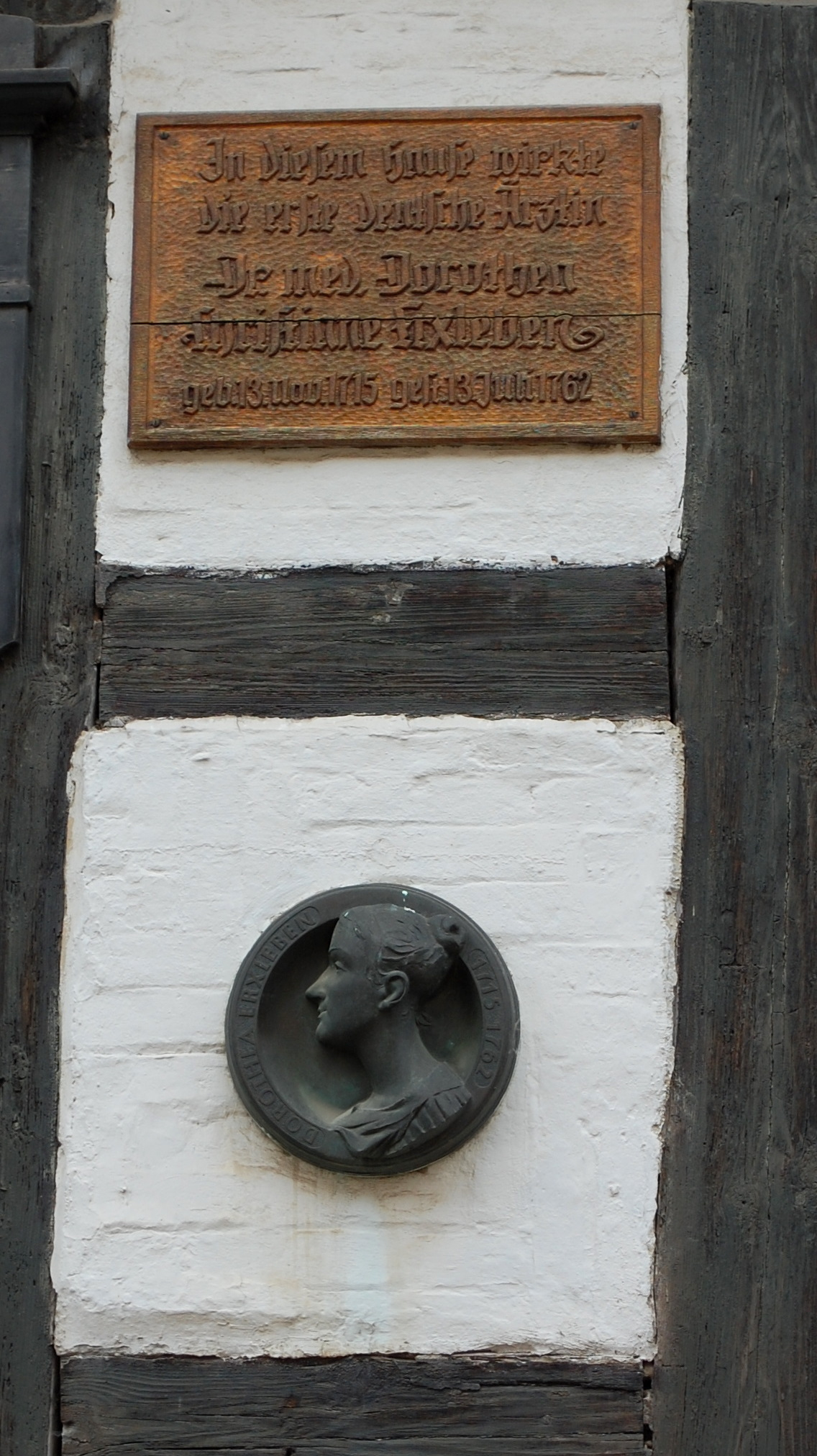
Памятная табличка, посвященная Доротее Эркслебен, находится на улице Капланай, 10

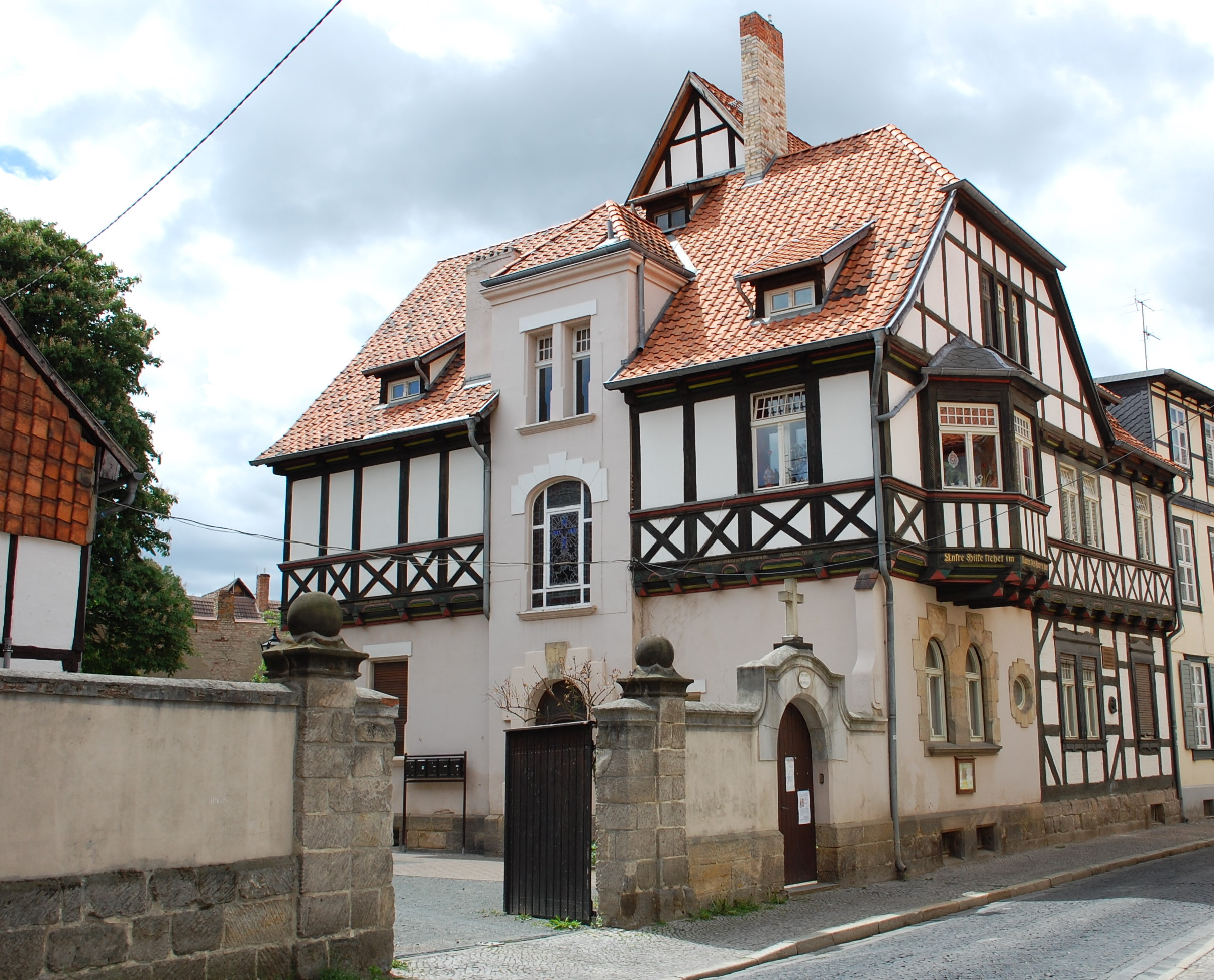
Дом, в котором Доротея Эркслебен жила со своим мужем

Доротея Кристиана Эркслебен (нем. Dorothea Christiane Erxleben, урожд. Лепорин (Leporin); 13 ноября 1715, Кведлинбург — 13 июня 1762, Кведлинбург) — философ эпохи немецкого Просвещения и первая женщина-врач, получившая докторскую степень по медицине в Германии.

## Биография
Доротея Лепорин родилась в семье Кристиана Поликарпа Лепорина-старшего (1689—1747) и Анны Софии (урожд. Мейнике) Лепорин (1680—1757). Ее отец был врачом в Ашерслебене, а позже служил муниципальным медицинским работником в Кведлинбурге. Анна София, мать Доротеи, была дочерью Альберта Мейнике. Родной дом Доротеи находится на улице Штайнвег 51, в Кведлинбурге, ныне здание является памятником архитектуры. Талант Доротеи проявился рано, уже в юном возрасте она демонстрировала выдающиеся умственные способности и интерес к научным исследованиям. Когда Доротея была подростком, ректор местной гимназии (в которую девочки не допускались) согласился обучать ее латинскому языку индивидуально, по переписке. Ее отец проявлял живой интерес и уделял много внимания образованию своей талантливой дочери. Наравне со своим старшим братом — Кристианом Поликарпом Лепорином-младшим (1717—1791) — Доротея посещала занятия, которые проводил для них отец. Там она изучала иностранные языки, естествознание, изящные искусства, а также теоретическую и практическую медицину. В 16 лет отец разрешил Доротее и ее брату помогать ему ухаживать за своими пациентами. В 1740 году ее старший брат был зачислен в Галле-Виттенбергский Университет им. Мартина Лютера, где он собирался изучать медицину, к чему стремилась и Доротея. В конце 30-х годов она начала записывать свои мысли по поводу запрета на получение женщинами школьного и университетского образования. Первоначально она начала это делать ради того, чтобы прояснить для себя является ли уместным ее стремление заниматься академической деятельностью, но отец убедил Доротею, что ее мысли заслуживают публикации. Книга была опубликована в 1742 году под заголовком «Gründliche Untersuchung der Ursachen, die das weibliche Geschlecht vom Studiren abhalten, darin deren Unerheblichkeit gezeiget, und wie möglich, nöthig und nützliche es sey, daß dieses Geschlecht der Gelahrt-heit sich befleisse». Воодушевленная примером итальянской женщины-учёного Лауры Басси, получившей в 1732 году докторскую степень в Болонском университете и сумевшей стать университетским профессором, Доротея подала официальное прошение для того, чтобы быть принятой в университет. Король Пруссии, Фридрих II, удовлетворил ее прошение в 1741 году. Тем временем ее старший брат был призван на военную службу в связи с началом Первой силезской войны и дезертировал, поэтому Эркслебен, не желая продолжать учиться в одиночку, откладывает занятия наукой. Доротея остается в родном городе и не оставляет медицинскую практику, помогая своему отцу. После его смерти в 1747 году она продолжает принимать пациентов, несмотря на отсутствие у нее медицинского образования. Это приводит к официальному обвинению в шарлатанстве, выдвинутом против нее другими местными врачами. В результате разбирательства Доротее сообщают, что если она хочет и дальше продолжать заниматься медицинской практикой, то ей следует получить докторскую степень, а также официальное разрешение для этого. В январе 1754 года она предоставляет свою диссертацию на соискание докторской степени «Academische Abhandlung von der gar zu geschwinden und angenehmen, aber deswegen öfters unsicheren Heilung der Krankheiten» и в мае того же года сдает экзамен по медицине с блеском. Отвечая на вопросы экзаменаторов на латыни, она делала это одинаково точно и красноречиво, более чем удовлетворив комиссию. Ректор Юнкер отметил, что она «показала себя мужчиной». Публичное торжество состоялось в Галле в тот же день, и в речи, посвященной своему триумфу, Доротея Эркслебен повлияла на представление о скромности, которая должна быть присуща женщине.
|  | Мои способности ограничены, и мне не хватает красноречия даже в такой знаменательный день...Я осознаю все свои слабые стороны, не только несовершенства, присущие каждому человеку, но особенно те, с которыми слабый пол уже давно свыкся, как с неискоренимыми. |

Произнося свой монолог, Доротея Эркслебен позволила слушающим ее людям увидеть с наивысшей достоверностью то, кем она была в действительности. Этому способствовала ее уверенность в своем таланте, а также то, что она, перечисляя свои заслуги в качестве целителя и врачебные навыки, делала это «без высокомерия и страха».
|  | Она два часа напролет отвечала на вопросы с вызывающей восхищение скромностью и умением достойно держаться, она не только давала четкие и тщательно продуманные ответы, но также высказывала свои критические соображения, отличавшиеся большой точностью. При этом она прибегала к столь прекрасной и изящной латыни, что мы думали, будто слушаем жительницу Древнего Рима, говорившую на своем родном языке. Ловко и быстро она продемонстрировала свои всесторонние и глубокие знания в медицине.Иоганн Юнкер, председатель экзаменационной комиссии |

Таким образом, Доротея Эркслебен становится первой женщиной-врачом в Германии. Она продолжает заниматься врачебной практикой вплоть до своей смерти в 1762 году.

## Семья
Доротея Эркслебен вышла замуж за Джона Кристиана Эркслебена, священника и вдовца с пятью детьми, произведя на свет еще четверых. Ее первенец, Иоганн Кристиан Поликарп (1744—1777), был известным ученым, занимавшимся естественными науками. Второй сын — Кристиан Альбер Кристоф (1746—1755) умер в возрасте девяти лет. Дочь — Анна Доротея (1750—1805) вышла замуж в 1777 году за Людвига Кристиана Антона Виганда. Известный ботаник Юлиус Вильгельм Альберт Виганд (1821—1886) являлся ее внуком. Самый младший сын — Иоганн Генрих Кристиан (1753—1811) был ученым-правоведом.

## Трактат («Gründliche Untersuchung»)
Трактат Доротеи Эркслебен 1742 года является одной из самых значительных частей феминистской теории эпохи Просвещения, до сих пор, на удивление, остающейся без внимания. Лепорин критиковала распространенные предрассудки, ошибочную аргументацию и социальные преграды, способствующие исключению женщин из обучения в целом и академических исследований в частности. Делая это, она твердо придерживалась логической аргументации, тщательно проверенных эмпирических данных и общепринятых ценностей своего времени, заключавшихся в избавлении от предрассудков с помощью рациональной аргументации. Опередив «В защиту прав женщин» Мэри Уолстонкрафт на полвека, в форме философского сочинения она предоставила исчерпывающий список возражений против женского образования, аналитически ясную оценку каждого из них, а также доказательство их полной несостоятельности. Выходя за рамки простого опровержения, она доказывает, что женское образование возможно, необходимо и, в первую очередь, полезно.
Первый и наиболее фундаментальный предрассудок представляет собой мнение, будто теоретические и академические исследования не подходят женщинам в силу того, что последние попросту не способны ими заниматься. Другими словами, женщины по своей природе не обладают требуемыми задаткам для подобной интеллектуальной деятельности. Эркслебен указывает на то, что принятие этого тезиса ведет к противоречиям в теологических положениях, относящихся к понятию души (например, если женский интеллект считается неполноценным, то из этого следует, что пол включается в область души, что, в свою очередь, касается положения о том, что все люди были сотворены по образу Бога). Но наиболее важно, что Эркслебен находит и подчеркивает характерную особенность всех подобных доказательств несовершенства женских рациональных способностей — то, что они все ошибочны.
Прежде всего, многие приводимые доводы в пользу исключения женщин из академической среды (физическая слабость, нежная душа, таланты, являющиеся блеклым подобием мужских) не применяются к мужчинам, имеющим подобные черты (например, физическая слабость). В разных контекстах Эркслебен подчеркивает, что аргументы, предоставляемые для обоснования лишения женщин возможности получать образование, должны повлечь за собой исключение большого числа мужчин, только в этом случае аргументы будут использованы последовательно.
Затем Доротея Эркслебен бросает вызов эмпирическим данным, свидетельствующим, что все женщины, как группа, менее одарены талантами, чем мужчины. Она делает это, приводя исторические контрпримеры успешных женщин, показывая, что существуют мужчины менее талантливые, чем некоторые женщины. Лепорин дает альтернативное объяснение наглядному факту — который она не оспаривает — а именно факту того, что женщины, такие, как они есть сейчас, действительно в большей степени движимы аффектами, более склонны к порокам, более болтливы, несдержанны и т. д. С ее точки зрения, эти скверные черты являются результатом не природы, а недостатка образования, и, следовательно, никакого решения в данной ситуации кроме открытия женщинам доступа к получению образования быть не может: наука снабдит женщин знанием о важных и полезных истинах, а также улучшит их характер и моральный облик. Даже если окажется, что все женщины (или некоторые из них) имеют меньше природных талантов, то это все равно не сможет стать причиной для отлучения их от наук, наоборот, это означает, что их образованию должно было быть уделено больше учебного времени, чтобы препятствовать укоренению глупости в их головах.
Следующий важный предрассудок, рассматриваемый в книге, — это тезис о том, что академические исследования для женщин бесполезны. Опровергая это утверждение, Эркслебен говорит, что занятия наукой приносят «отрицательный результат»: искореняют невежество, заблуждения, предубеждения, легкомыслие, ветреность и неуверенность. «Позитивный результат», который они приносят, состоит в приобретении истинного и ясного знания, упорядоченности в желаниях, спокойствия, непритязательности, твердости, презрения к несправедливости и других совершенств духа.
«Самая значительная» трудность, тем не менее, заключается во «внешних» социальных факторах, которые удерживают женщин от получения образования в частности — это институциональная изоляция и общественные ожидания, включающие домашний труд и супружеский долг. Женщины не должны быть лишены ни возможности получать образование (в любой области, будь то философия, теология, право или медицина), ни возможности преподавать и получать докторские степени. Эркслебен считает также, что женщинам не должно быть запрещено становиться богословами. По ее мнению, домашний труд может быть организован более эффективно и значительно сокращен, стоит лишь верно расставить приоритеты, а не потакать общественной моде и предрассудкам. И, наконец, разумные мужья, разделяющие прогрессивные взгляды, будут ценить супругу, извлекшую пользу из «позитивного» и «негативного результата», пользу, которую приносит правильное образование.
Эркслебен гораздо быстрее расправляется с остальными аргументами в пользу лишения женщин возможности получения образования (например таким, что образованием будут чрезмерно увлекается, что приведет к высокомерию) и «другими причинами» исключения их из академической среды (корыстолюбие, лень, высокомерие и зависть). Реальной причиной большинства перечисленных выше пороков является не переизбыток, а нехватка образования или образование плохого качества. С открытием женщинам доступа к занятиям наукой эти проблемы со временем удастся преодолеть.
Изменения не произойдут мгновенно, предупреждает автор, и существуют опасности — например, женщины сами должны заботиться о том, чтобы не начать завидовать будущему своих более образованных сестер. Эркслебен подчеркивает, что из ее доводов не следует, что все женщины должны получить официальное образование. Однако, преобладающее число аргументов против получения женщинами образования не имеют под собой основания и являются ложными. Исключение женщин из академической среды не только несправедливо, но и вредно для общества в целом и для женщин в частности.
Эркслебен изучала теорию медицины Георга Эрнста Шталя, находившегося под влиянием Пиетизма. Это знакомство сподвигло Лепорин бросить вызов теологическим и философским аргументам, обосновывавшим подчиненное положение женщин. Предполагая, что критика обрушится на нее со стороны обоих полов, Эркслебен обращается в своем сочинении как к мужчинам, так и к женщинам. Она использует сдержанную манеру письма, демонстрируя скромность. Такой стиль написания часто использовался женщинами для обращения к читателям-мужчинам в работах, касающихся «женского вопроса».

## Список работ
- Gründliche Untersuchung der Ursachen, die das weibliche Geschlecht vom Studiren abhalten. 1742 (Оцифровано на Викискладе)
- Quod nimis cito ac iucunde curare saepius fiat causa minus tutae curationis. Диссертация (Оцифровано Баварской государственной библиотекой)

## В кинематографе
- Dorothea Erxleben. Фильм Анны Дессау (1963).